# Злочин у улици Николе Демоње
Масакр у Улици Николе Демоње представља ратни злочин који су над српским цивилима починили припадници хрватских паравојних формација када је убијено 18 цивила, међу којима и петоро деце.
Злочин се догодио у ноћи између 15. и 16. новембра 1991 у Улици Николе Демоње која припада у вуковарској градској четврти Борово Насеље.  Ово подручје је сво време било под контролом хрватских снага а у тој улици је постојао и штаб ЗНГ.  Злочин у овој улици је био само део шире кампање етничког чишћења  које су спровеле хрватске снаге будући да је у том периоду на више локација у Боровом Насељу и Вуковару ликвидирано преко 50 српских цивила.

## Злочин
У кући под бројем 72. крили су се чланови трочлане породице Чечавац, Милошевић и Новаковић. Хрватски војници су тада дошли до породичне куће породице Чечавац, опљачкали је и демолирали а потом на улазу у подрум поубијали све који су се ту скривали. Цивили су убијени хицима из ватреног оружја из непосредне близине. Тада су убијени Мирослав Чечавац /25/, његова супруга Слађана /20/ и њихов син Горан Чечавац, стар само годину ипо дана. Заједно са њима су убијени и Ана Новаковић /41/, Илинка Милошевић /32/ и њен син Бранимир, стар десет година који су се ту привремено сакрили. Чланови ове породице трпели су током трајања рата бројне претње и узнемиравања од стране екстремних Хрвата а као мотиви за ово свирепо убиство наводе се етничка нетрпељивост, одмазда због војних губитака и пораза хрватске војске али и чињеница да се брат Мирослава Чечавца борио на српској страни. ТВ репортери и новинари забележили су камерама извлачење тела ових цивила из подрума и породичних кућа.  Тела убијених српских цивила је по извлачењу из подрума снимила и италијанска новинарка Милена Габанели која је осудила злочин хрватских снага.
У суседној кући под бројем 74. у исто време у ноћи између 15. и 16. новембра 1991. припадници хрватских паравојних формација, ЗНГ, убили су деветоро српских цивила.  Злочин је преживела једино Милица Трајковић која се иако рањена два дана скривала у подруму.  Према речима преживеле Милице, хрватски војници су најпре на улазу у подруму питали има ли кога унутра.  Када им је одговорено да су ту само српски цивили, хрватски војници су почели да им псују „мајку четничку“ и да их називају погрдним именима. Потом су наредили свима да изађу из подрума.  
Претпоследња је била Сава Павић, старица од 62 године која се кретала споро а коју је због тога хрватски војник усмртио пушком, ранивши том приликом и Милицу која је била одмах поред, скривена у мраку.  Како је пала, Милица је  одмах повукла дебео јорган преко себе и остала скривена те је хрватски војници нису приметили.  Цивили су изведени из подрума и након мучења и тортура брутално убијени.  Тада су убијени Нада Павловић /41/, Надина мајка Михољка /66/, и Надино двоје деце Зорица /15/ и Зоран Павловић /17/, док је Надин супруг Теодор Тошо Тошковић одведен иза куће и стрељан. Убијени су и Велимир Трајковић /61/, супруг једине преживеле Милице, као и комшија Милан Траваш који се скривао заједно са њима.  По уласку припадника ЈНА у Вуковар и Борово Насеље, Милици је пружена прва помоћ и одведена је у болницу где је касније испричала своју исповест о злочину хрватских снага.
У близини, почињен је још један злочин над трочланом српском породицом Инић. Убијени су Ратко Инић /39/, његова супруга Милена /42/ и њихов син Марко Инић, стар 16 година. У извештају Комисије експерата СРЈ се наводи и како су троје Инића свирепо и мучки су убијени у ноћи 16. новембра 1991. године од стране, хрватске паравојске - припадника Збора Народне Гарде у Боровом Насељу. Инићи су се скривали у склоништу "Нова обућара" а шеснаестогодишњи Марко био је душевно болестан и дијабетичар. На војном суду у Београду доказано је како је по договору са командантом склоништа Мартином Сабљићем, Зоран Шипош заједно са 4-5 гардиста и својом супругом Јасном у склоништу "Нова обућара" одабрао 8 мушкараца, цивила, међу којима и Ратка, Милену и Марка Инића. Они су изведени из склоништа, злостављани и мучени па стрељани.

## Извештаји патолога
Тим патолога на челу са истакнутим др Зоран Станковићем утврдили су како су чланови породица Чечавац, Милошевић и Новаковић убијени ватреним оружјем из непосредне близине а тела Горана Чечавац и Бранимира Милошевића су била изрешетана и имала су прострелне ране по целом телу. Такође, патолози су утврдили како су оба дечака на глави имале улазне и излазне ране од метака. Када је реч о члановима породице Павловић патолози су констатовали да је било доста трагова мучења.  За Наду и њену мајку Милојку Павловић утврђено је како су обе усмрћене тупим предметом док су малолетна Зорица /15/ и њен брат Зоран /17/ масакрирани секиром и хладним оружјем.  Др Зоран Станковић више пута је у својим јавним говорима, на трибинама и током гостовања истицао како је злочин у Улици Николе Демоње једна од најтрауматичнијих сцена коју је доживео током вишедеценијске каријере и редовно је јавно захтевао од хрватских институција да се овај злочин процесуира а починиоци приведу правди.

## Судски процеси
Првостепеним пресудама Војног суда у Београду број I К-112/92 од 26. јуна 1992. и I К-108/92 од 14. јула 1992. године и другостепеним Врховног војног суда број II К-259/92 од 29. децембра 1992. и II К- 260/92 од 24. новембра 1993. правоснажно су осуђени припадници ЗНГ из вуковарских приградских насеља Борово насеље и Борово Село: Мартин Саблић,  Зоран Шипош, Никола Ћибарић, Јуре Марушић, Анте Врањковић, Бартол Домазет, Славко Мађаревић, Мирко Филковић, Зденко Штефанчић, Мира Дунатов и Дамир Сарађен, сви због кривичног дела ратног злочина против цивилног становништва – због тога што су по кућама и склоништима поменутих насеља злостављали и на крају ликвидирали цивиле српске националности. Дана 14. августа 1992. у Неметину је извршена размена "Сви за све " и тада су у размену отишли сви заробљени припадници ЗНГ, па и они процесуирани пред војним судовима у СФРЈ и СРЈ. Тако је упркос изјавама сведока и бројним доказима овај злочин остао процесуиран али некажњен.

## Имена жртава:
- Горан Чечавац (1990.)
- Слађана Чечавац (1972.)
- Мирослав Чечавац (1966.)
- Зорица Павловић (1976.)
- Зоран Павловић (1974.)
- Бранимир Милошевић (1981.)
- Илинка Милошевић (1959.)
- Ана Новаковић (1950.)
- Марко Инић (1975.)
- Милена Инић (1949.)
- Ратко Инић (1952.)
- Савка Павић (1930.)
- Радослав Павић (1966.)
- Велимир Трајковић (1930.)
- Теодор Тошковић (1950.)
- Милан Траваш (1944.)
- Драгутин Кeћкeш (1936.)
- Нада Павловић (1950.)
- Михољка Павловић (1925.)